# Euphorbia imerina
Euphorbia imerina  es una especie fanerógama perteneciente a la familia de las euforbiáceas.

## Distribución
Es endémica de Madagascar en la Provincia de Antananarivo y la Provincia de Toamasina.

## Descripción
Es un arbusto con tallos  suculentos que se encuentra en las laderas rocosas de los inselbergs.

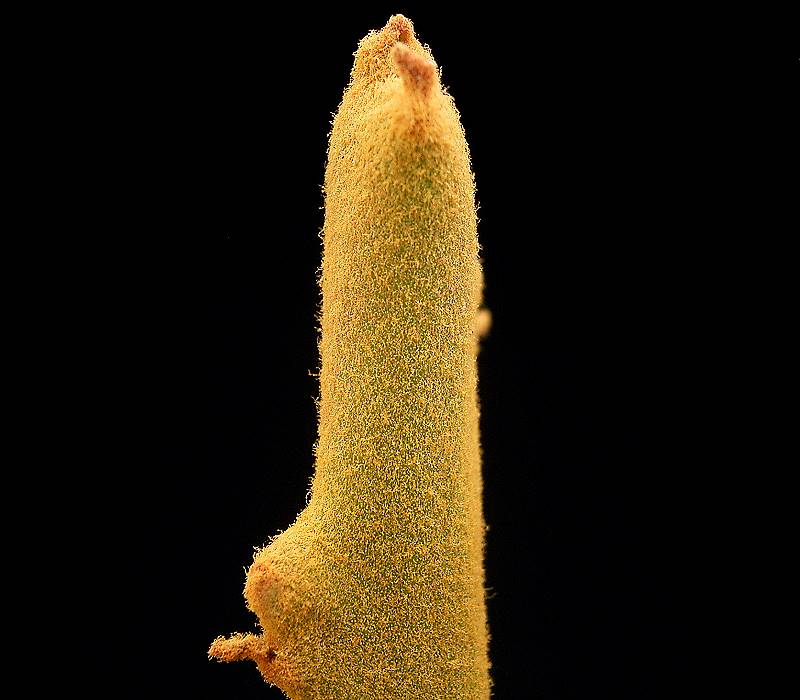
Vista de la planta

## Taxonomía
Euphorbia imerina fue descrita por Georges Alexis Cremers y publicado en Bulletin du Jardin Botanique National de Belgique 54: 51. 1984.
Etimología
Euphorbia: nombre genérico que deriva del médico griego del rey Juba II de Mauritania (52 a 50 a. C. - 23), Euphorbus, en su honor – o en alusión a su gran vientre –  ya que usaba médicamente Euphorbia resinifera. En 1753 Carlos Linneo asignó el nombre a todo el género.
imerina: epíteto